# Cidadela de Montreal

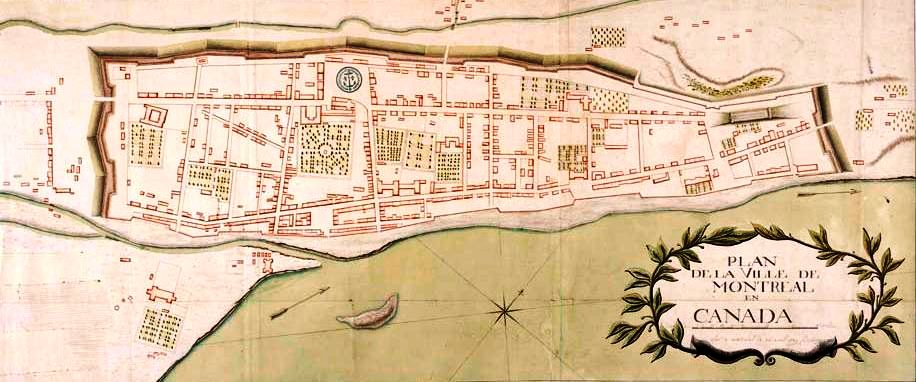
A cidadela é representada neste mapa de Montreal em 1749; no interior dos muros, o retângulo em relevo no canto nordeste.

A Cidadela de Montreal era um pequeno reduto construído para defender a cidade. Era situado sobre uma elevação de terreno que não existe mais, tendo sido este terraplanado em 1821 para permitir a extensão da rua Notre-Dame para o leste .